# Les Aventures de Gil Blas de Santillane
Pour les articles homonymes, voir Gil Blas de Santillane et Santillane.
Pour plus de détails, voir Fiche technique et Distribution.
Les Aventures de Gil Blas de Santillane est un film français réalisé par René Jolivet en 1955 (d'après Histoire de Gil Blas de Santillane un roman d'Alain-René Lesage) et sorti dans les salles en 1956.  

## Fiche technique
- Titre français : Les Aventures de Gil Blas de Santillane
- Titre espagnol : Una Aventura de Gil Blas[1]
- Réalisation : René Jolivet et Ricardo Muñnoz Suay
- Scénario : Jesús María de Arozamena et René Jolivet, d'après le roman  de Alain-René Lesage intitulé Histoire de Gil Blas de Santillane (publié de 1715 à 1735)
- Dialoguiste : René Jolivet
- Décors : Robert Hubert, Sigfrido Burmann
- Costumes : Marc Doelnitz
- Photographie : Roger Fellous
- Montage : André Gaudier
- Son :  Julien Coutellier et Pierre-Henri Goumy
- Musique originale : Daniel-Lesur
- Coordinateur des combats et des cascades : Claude Carliez et son équipe
- Sociétés de coproduction :  Vascos Films -  Producciónes Benito Perojo
- Production : Benito Perojo, Raymond Logeart
- Directeur de production : Jean Lefait
- Sociétés de distribution : Les Films Fernand Rivers
- Pays  :  France /  Espagne
- Langue originale : français
- Format : Couleur - 1,37:1 - 35 mm - Son mono
- Genre : Aventure
- Durée : 95 minutes
- Dates de sortie :	
  - France : 6 avril 1956
  - Espagne : 18 septembre 1956
- Affiche : Henri Cerutti (France)

## Distribution
- Georges Marchal : Gil Blas de Santillane
- Barbara Laage : Antonia Caldera
- Susana Canales : Doña Caldera Mencia
- Jacques Castelot : Marquis de Mosquera
- Marthe Mercadier : Serafina
- Antonio Riquelme : Dr. Sangrado
- Georgette Anys : Maria
- Jean Lefebvre : Scipion
- Claude May : Camille
- Fernando Rey : Capitaine Rolando
- Claire Maurier : Paquita
- Carlos Larrañaga : Le Prince
- Jérôme Goulven : un homme
- Alexandre Rignault : L'aubergiste
- Paul Demange : Lamela
- Douta Seck : Domingo
- Paul Préboist : Un homme de l'escorte
- Alain Nobis
- Jean Degrave
- Claude Carliez
- Guy Dakar
- Jean Balthasar
- Fanfan Minucci
- René Hell